# 洪裕陵
洪裕陵（韓語：홍유릉）位於韓國京畿道南楊州市金谷洞，是朝鮮高宗和朝鮮純宗兩位皇帝的陵墓。2009年時作為朝鲜王陵的一部分登錄為世界文化遺產。

## 墓葬
- 洪陵：高宗皇帝和明成皇后閔氏的陵墓。高宗原本葬在首爾的清涼里洞（朝鲜语：청량리동），後來遷葬至此。
- 裕陵：純宗皇帝和純明孝皇后閔氏、純貞孝皇后尹氏的陵墓。
- 其他：
  - 英園（朝鲜语：영원 (무덤)）：懿愍皇太子李垠的墓葬。
    - 懷仁園（朝鲜语：회인원）（）：懷隱皇世孫李玖的墓葬。

  - 義親王墓（의친왕묘）：義親王李堈的墓葬。
    - 貴人張氏墓（귀인장씨묘）：李堈生母貴人張氏的墓葬。
    - 修觀堂鄭氏墓（수관당 정씨묘）：李堈側室鄭氏（李堈庶長子桃山虔一生母）的墓葬。
    - 修仁堂金氏墓（수인당 김씨묘）：李堈側室金興仁（李堈庶次子李鍝生母）的墓葬。

  - 德惠翁主墓（덕혜옹주묘）